# San Miguel (Catanduanes)
San Miguel ist eine philippinische Stadtgemeinde der Inselprovinz Catanduanes. Sie hat 15.006 Einwohner (Zensus 1. August 2015), die in 24 Barangays leben. Die Gemeinde wird als teilweise urban beschrieben und gehört zur fünften Einkommensklasse der Gemeinden auf den Philippinen. San Miguel liegt ca. 371 km südöstlich der Hauptstadt der Philippinen Manila und 10 km nordöstlich der Provinzhauptstadt Virac.
San Miguel hat eine hügelig bis gebirgig beschriebene Topographie, in denen das Natur- und Wasserschutzgebiet Catanduanes Watershed Forest Reserve mit seinen ausgedehnten Regenwaldbeständen liegt.
Das Klima der Insel Catanduanes wird als Type II klassifiziert, mit keiner ausgeprägten Trocken- oder Regenzeit, die stärksten Niederschläge fallen von Oktober bis Dezember. Die Gemeinde liegt innerhalb des Typhongürtels auf den Philippinen.

## Baranggays
| - Balatohan - Salvacion (Patagan) - Boton - Buhi - Dayawa - Atsan (District I) - Poblacion District II - Poblacion District III - J. M. Alberto - Katipunan - Kilikilihan - Mabato | - Obo - Pacogon - Pagsangahan - Pangilao - Paraiso - Santa Elena (Patagan) - Progreso - San Juan (Aroyao) - San Marcos - Siay - Solong - Tobrehon |  |